# Villa Rosebery
Villa Rosebery, ribattezzata con il nome di Villa Maria Pia nel 1934, è un complesso monumentale, uno dei principali punti di riferimento del neoclassicismo a Napoli. 
La villa è stata costruita come residenza reale; si trova nel quartiere Posillipo ed è una delle tre residenze ufficiali del presidente della Repubblica Italiana (insieme al Palazzo del Quirinale e alla tenuta di Castelporziano), per questo motivo non visitabile, se non in alcuni periodi dell'anno. 
Il giardino si estende su 6,6 ettari di verde.

## Storia

### Costruzione
La villa deve la sua origine all'iniziativa del nobiluomo austriaco Joseph von Thurn, ufficiale di marina per la flotta borbonica, che a partire dal 1801 acquistò alcuni fondi in amena posizione su capo Posillipo per erigervi nella zona più alta una residenza di campagna con cappella privata circondata da un giardino, nonché da ampi frutteti e vigneti. Restituita a von Thurn dal restaurato regime borbonico nel 1817 dopo un decennio di confisca da parte delle truppe napoleoniche, la proprietà fu in seguito acquistata dalla principessa di Gerace Maria Antonia Serra e da suo figlio, don Agostino Serra di Terranova, che la convertirono da azienda agricola in una villa di rappresentanza chiamata "Villa Serra marina".
Grazie all'apporto degli architetti gemelli Stefano e Luigi Gasse, il casino del Belvedere (oggi Palazzina Borbonica, usata nelle occasioni ufficiali) fu trasformato in un'elegante residenza e vennero anche ristrutturati il cosiddetto "Casino Gaudioso", convertito in grande Foresteria (oggi residenza principale del presidente della Repubblica) e le due casine a mare.

### "La Brasiliana"
Nel 1857 gli eredi Serra vendettero la villa a Luigi di Borbone, comandante della Real Marina del Regno delle Due Sicilie nonché fratello del re Ferdinando II e la villa stessa si guadagnò l'appellativo di "la Brasiliana" in onore di Gennara di Braganza, consorte di Luigi, che era sorella dell'imperatore del Brasile e che lui aveva sposato nel 1844. In pochi anni il nuovo proprietario recintò e ampliò i giardini della villa, arricchendoli di un vasto parco alberato e fece costruire un apposito approdo ma, in seguito all'ambigua condotta tenuta durante le vicende risorgimentali del 1860, venne esiliato in Francia.

### Villa Rosebery
La villa fu quindi venduta al banchiere francese Gustave Delahante (da cui ebbe il nome di "Villa Delahante") che la tenne per un trentennio, senza tuttavia effettuarvi interventi di particolare rilievo.

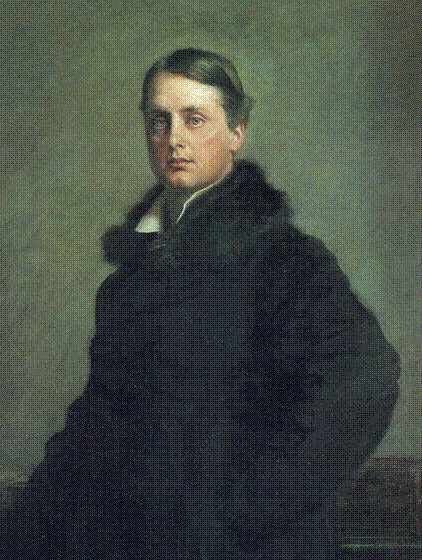
Archibald Primrose, V conte di Rosebery

Il successivo compratore fu, nel 1897, Lord Rosebery, statista britannico che era stato primo ministro dal 1894 al 1895. Ritiratosi a vita privata, Lord Rosebery rese la villa un'oasi di tranquillità accessibile solo a selezionati amici e studiosi, incrementando la sua collezione di quadri e stampe acquistate presso antiquari napoletani. Nel 1909, lord Rosebery decise di cedere l'uso della proprietà al governo britannico, per via delle ingenti spese di manutenzione e della sua ripresa dell'attività politica.

### I Savoia

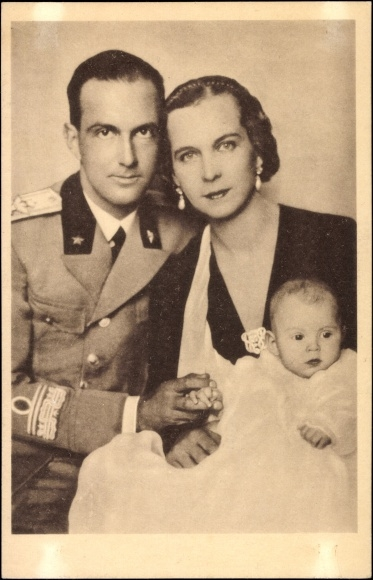
Umberto II di Savoia, Maria José del Belgio e Maria Pia infante, alla quale, nata a Napoli, la Villa fu dedicata

Villa Rosebery divenne così una sede di rappresentanza e villeggiatura per gli ambasciatori inglesi in Italia, finché nel 1932 gli eredi di lord Rosebery, deceduto più che ottantenne nel 1929, la donarono allo Stato italiano tramite il governo britannico; l'atto di cessione fu firmato a Palazzo Venezia alla presenza di Mussolini, che intendeva farne un museo. 
Dall'estate del 1933 i principi di Piemonte, Umberto di Savoia e Maria José, iniziarono a usufruire della piccola spiaggia della villa, che fu quindi messa a loro disposizione dal capo del governo senza però entrare mai a far parte della dotazione della corona, né del patrimonio privato del re. Svuotata dei suoi arredi, ripartiti tra vari istituti museali, la villa fu riarredata con mobili e oggetti in gran parte provenienti dalla Reggia di Caserta. I principi vi trascorsero anni felici; nel 1934 Maria José diede alla luce nel Palazzo Reale di Napoli la loro primogenita Maria Pia e da quel momento la villa fu ribattezzata "Villa Maria Pia".
Dal giugno 1944, durante la luogotenenza del figlio Umberto, Vittorio Emanuele III e la regina Elena si trasferirono in forma privata a villa Maria Pia. La coppia reale visse nella residenza partenopea finché Vittorio Emanuele III vi firmò l'atto di abdicazione a favore del figlio Umberto il 9 maggio 1946 prima di partire per l'esilio in Egitto dal porticciolo della villa.

### Residenza del Presidente della Repubblica Italiana

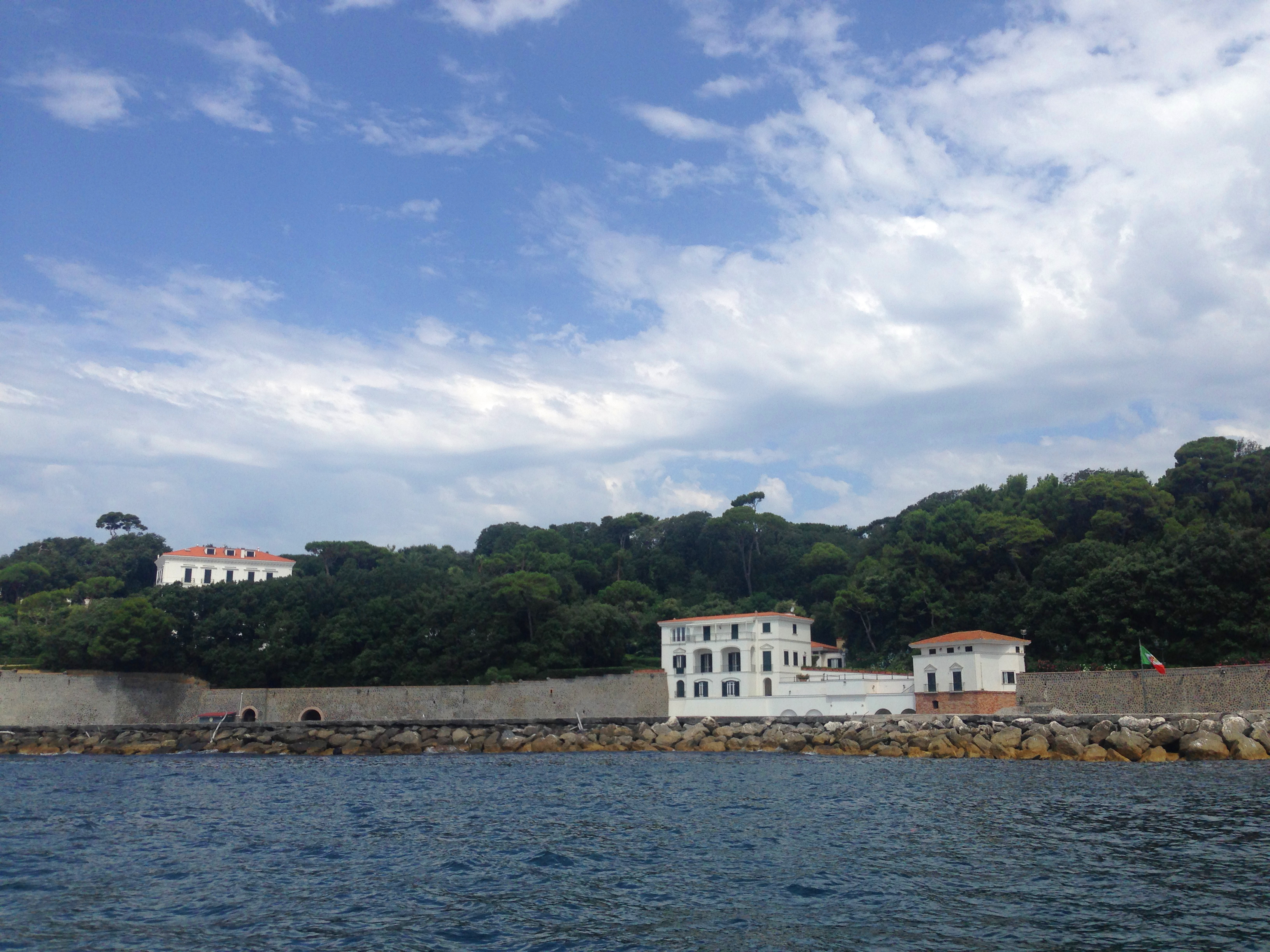
Il porticciolo privato di Villa Rosebery

Recuperata dallo Stato italiano dopo un breve periodo di requisizione da parte degli Alleati, la villa riprese il nome di villa Rosebery e fu concessa fino al 1949 all'Accademia Aeronautica. Sin dal 1951 il presidente Einaudi prese a trascorrere brevi periodi di riposo nella villa, che nel 1957 venne inserita nel novero delle residenze in dotazione al Presidente della Repubblica dal successore Gronchi.
Particolarmente apprezzata da Oscar Luigi Scalfaro, la cui figlia Marianna ne migliorò gli arredi attingendo ai depositi del Quirinale, la villa - spesso chiamata il "Quirinale estivo" - viene utilizzata sia come residenza di vacanza che di rappresentanza, dove il capo dello Stato riceve omologhi stranieri in visita ufficiale, come nel caso del tedesco Frank-Walter Steinmeier nel 2019. Nel 2021, per volere del presidente Sergio Mattarella, nell'ambito dell'iniziativa "Quirinale contemporaneo", è stata posta un'opera di design contemporaneo italiano anche nel giardino di Villa Rosebery: si tratta delle lampade Pistillo di Emiliana Martinelli.